# Симка 1000
Симка 1000 (енгл. Simca 1000) је аутомобил француске компаније Симка (данас Талбот), коју је основао Фијат 1934. године. Аутомобил је први пут представљен на сајму аутомобила у Паризу 1961. године. Ово возило је доживело велику популарност током 60-их година 20. века. Разлози за ту популарност су практична каросерија и разумна цена. Аутомобил се производио од 1961. до 1978. године и за то време је произведено око 2 милиона примерака.

## Каросерија
Код овог аутомобила, дугог свега 3,8 метара, каросерија има веома леп облик. Има четворо врата и веома простран ентеријер. Аутомобил је произведен са каросеријом типа лимузина са мало хромираних детаља. Пртљажник се налази напред и веома је простран за ту величину аутомобила. Једино што смањује величину пртљажника је резервна гума. Иако их нема много, хромирани делови дају упечатљив утисак. Стаклена површина је доста широка, тако да возач има велику видљивост.

## Мотор
Код Симке 1000 мотор је смештен у задњем делу и покреће задње точкове. Мотор има 4 цилиндра, водено хлађење и запремину од 0.9 литара. Касније се појављују верзије са запремином 0.8, 1.1 и 1.3 литре. Уз мотор је и ручни четворостепени мењач. Аутомобил је релативно мале тежине (730 килограма) па мотор не троши пуно горива за покретање.

## Управљање
Пошто аутомобил има меко вешање, управљање је релативно лако. Ипак, због мотора који је смештен позади, управљање није баш најпрецизније.

## Коришћење
Осим за личну употребу, у периоду од 1961—1963. године возило је коришћено као такси у Паризу. Иако је било веома добро у тој улози, брзо је повучено из употребе. Разлог за то је једноставан, већа и боља возила су га заменила. Ипак, док је коришћено, ово возило је било обојено у жуту или црно-црвену боју.

## Симка Абарт и Симка 1000 рели
У ранијим годинама модела, италијански тјунер Абарт је нудио измењене верзије модела 1000, а касније је и сама Симка нудила "рели" верзију која је требало да повећа популарност овог модела у мотоспорту. У оквиру "рели" модела Симка је издала 3 верзије:
- Симка 1000 рели 1 (енгл. Simca 1000 Rallye 1)
- Симка 1000 рели 2 (енгл. Simca 1000 Rallye 2)
- Симка 1000 рели 3 (енгл. Simca 1000 Rallye 3)

## Симка 1100
Симка 1100 (енгл. Simca 1100) је ауто који се производио од 1967—1982. године. Он је био мало већи од Симке 1000. Производио се у типу лимузина са 5 врата. За разлику од Симке 1000, код њега мотор је био смештен напред. Произведено је око 2 милиона ових аутомобила.

## Симка 1300 и Симка 1500
Симка 1300 (енгл. Simca 1300) појавио се 1963. године. Био је много већи од Симке 1000. Производио се у типу лимузина са 4 врата. Симка 1500 (енгл. Simca 1500)je аутомобил скоро исти као и модел 1300. Од њега се разликује само по запремини мотора и неким детаљима. Оба модела покреће попречно постављени редни мотор са 4 цилиндра запремине 1,3 литре. Као и код Симке 1000, покретање је на задњим точковима. Мењач је код ова два модела аутоматски. Модернизоване верзије ових модела имају ознаку 1301, односно 1501.